# Mindscape (phim)
Mindscape, còn được biết tới với cái tên Anna, là một phim Mỹ-Tây Ban Nha có thể loại khoa học viễn tưởng, tâm lý kịch tính và là phim đầu tay của nhà làm phim Jorge Dorado. Ngôi sao của phim là Taissa Farmiga đóng vai Anna Greene, Mark Strong trong vai John Washington, và Brian Cox trong vai Sebastian.Cốt phim xoay quanh John, một thám tử có khả năng đọc trí nhớ; anh nhận việc điều tra về quá khứ của cô bé 16 tuổi tài giỏi nhưng đầy rắc rối, Anna, để kết luận xem cô là một người bị tâm thần hay là một nạn nhân của sang chấn tâm lý.